# Woodlark
Woodlark is een eiland in Papoea-Nieuw-Guinea. Het is 793 km² groot en het hoogste punt is 410 meter.

## Beschrijving
Woodlark (wat boomleeuwerik betekent) is ook bekend als Muyuw of Murua. Het is een van de grotere eilanden van de provincie Milne Bay. Bij het eiland liggen nog wat kleinere eilanden zoals Madau (op de kaart staat abusievelijk Madua). De grote plaatsen op het hoofdeiland heten Kulumadau, Guasopa (met de enige start- en landingsbaan van het eiland) en Kaurai. Men spreekt er Muyuw.
In juni 1943, tijdens de Pacifische oorlog landden de geallieerden op het eiland, versloegen de Japanse bezetters en legden een vliegveld van Guasopa aan.
In 2007 waren er plannen van een Maleisische firma om 70% van het eiland om te zetten in oliepalmplantages. Groot verzet tegen deze plannen had succes: het plan ging niet door.

### Fauna
De volgende zoogdieren komen er voor:
- Wild zwijn (Sus scrofa) (geïntroduceerd)
- Polynesische rat (Rattus exulans) (geïntroduceerd)
- Phalanger lullulae
- Petaurus breviceps
- Melomys lutillus
- Rattus mordax
- Dobsonia pannietensis
- Nyctimene major
- Pteropus conspicillatus
- Pteropus hypomelanus
- Syconycteris australis
- Emballonura beccarii
- Emballonura nigrescens
- Aselliscus tricuspidatus
- Hipposideros ater
- Rhinolophus megaphyllus
- Kerivoula agnella
- Miniopterus australis
- Miniopterus macrocneme
- Miniopterus propitristis
- Miniopterus schreibersii